# ميمون (اسم)
ميمون هو اسم علم مذكر من أصل عربي، ومعناه هو المبارك ذو البركة، والمباركة على قومه وعلى من يفد عليهم، والمحظوظ، وفي الحديث «بالميمون طائره» أي المبارك حظ.

## شخصيات تحمل الاسم
- ميمون أزواغ (لاعب كرة قدم ألماني، 17 نوفمبر 1982[3] – )
- ميمون الخالدي
- ميمون (مغني) (مغني تونسي، 1938 – 16 أكتوبر 2024)
- ميمون الوجدي (مغني مغربي، 4 فبراير 1953 – 3 نوفمبر 2018)
- ميمون اوعيسى (ممثل هولندي، 11 مارس 1975 – )
- ميمون إل قاضي (لاعب كرة قدم هولندي، 9 مايو 1987[4] – )
- ميمون بن سياه (تابعي، وراوي حديث نبوي من أهل البصرة)
- ميمون بن مهران
- ميمون غاندي (1972 – 2 سبتمبر 2011)
- ميمون ماحي (لاعب كرة قدم هولندي، 13 مارس 1994[5] – )

## وصلات خارجية
- موسوعة السلطان قابوس لأسماء العرب